# Georges Altschuler
 (février 2018).
Si vous disposez d'ouvrages ou d'articles de référence ou si vous connaissez des sites web de qualité traitant du thème abordé ici, merci de compléter l'article en donnant les références utiles à sa vérifiabilité et en les liant à la section « Notes et références ».
Georges Altschuler (né le 17 février 1906 à Paris et décédé le 9 juin 1983 dans la même ville) était un journaliste français. Dès le début de la résistance, il avait assuré auprès d'Albert Camus la direction du service politique de la revue Combat Sous la IVe et la Ve République, il collabore à Radio 37 et au Populaire. Après 1954, il participe à la création d'Europe 1. Il dirige un débat contradictoire, resté fameux car il représentait une nouveauté à cette époque, entre Pierre Mendès France (partisan de François Mitterrand) et Michel Debré (partisan du général de Gaulle) avant l'élection présidentielle de 1965. Ce débat a fait l'objet d'un livre, Le Grand Débat, publié à Évreux en 1966 chez Gontier (imprimerie Labadie). La préface est signée Georges Altschuler.

## Décoration
- Officier de l'ordre de l'Économie nationale (1954)[2]
- Officier de l'ordre de l'Étoile noire (1954)[3]